# Rosenthal (Bergneustadt)
Rosenthal ist einer von 22 Ortsteilen der Stadt Bergneustadt im Oberbergischen Kreis im Regierungsbezirk Köln in Nordrhein-Westfalen, Deutschland.

## Lage und Beschreibung
Rosenthal ist ein Hofgut an dem Weg von Lieberhausen nach Niederrengse. Der Ort liegt in Luftlinie rund 8,4 Kilometer östlich von Bergneustadt. Nachbarorte sind das zu Gummersbach gehörende Lieberhausen, Wörde und Rosenthalseifen.

## Geschichte

### Erstnennung
Der Name Rosenthal erscheint erstmals in Steuerlisten des 16. Jahrhunderts.

### Geschichte des Hauptgebäudes

#### 1762–1835
Pastor Stolle aus Lieberhausen erbaute das Wohnhaus im Juli des Jahres 1762. Die Erträge des Hofes, der von Bediensteten, den sogenannten „Halfen“, bewirtschaftet wurde, diente dem Einkommen des Pfarrers. Der Hof war bis zu einem Brand im Jahr 1835 im Besitz der Kirche, danach erwarb ihn am 31. Juli 1835 Johann Salomo Vedder aus Pustenbach. Der Pfarrsitz wurde von der eher ländlichen Umgebung nach Lieberhausen verlegt.

#### 1835–1857
In dieser Zeit bewirtschaftete Johann Salomo Vedder den Hof.

#### 1857–1874
Nach seinem Tode entwickelte sich ein Erbschaftsstreit unter den Erbberechtigten. Das Anwesen wurde öffentlich versteigert, der zweite Sohn, Friedrich Wilhelm Vedder, ersteigerte und übernahm das Hofgut, eine Tochter, Caroline Vedder, erbte eine Fruchtmühle in Bergneustadt und heiratete den Bergneustädter Strumpffabrikanten Moritz Leopold Krawinkel.

#### 1874–1939
Nach 1874 war Gustav Adolph Vedder Eigentümer des Hofes. In seiner Zeit wurde 1878 eine Scheune angebaut. Ebenfalls veranlasste er 1890 den Bau einer Wasserleitung, die den Gang zum Brunnen überflüssig machte. Von zurückziehenden Soldaten des Ersten Weltkrieges wurden ein Gespann Pferde erworben. Ab 1922 war Lieberhausen und Umgebung an das elektrische Netz angeschlossen, das Mühlrad als Antriebsenergie wurde überflüssig.

#### 1939–1965
Der Besitz war mittlerweile an Wilhelm Friedrich Vedder übergegangen, allerdings oblag die Verwaltung seiner Tochter Elisabeth, da er im April 1943 eingezogen wurde. Erst im Jahre 1948 kam der Eigentümer aus sowjetischer Kriegsgefangenschaft heim. Gegen Ende des Zweiten Weltkrieges standen neben dem Hof deutsche Geschütze und schossen Richtung Dümpel.